# 芬巴克山
芬巴克山（英語：Finback Massif）是南極洲的山峰，位於葛拉漢地東部的奧斯卡二世海岸，處於斯塔布冰川和弗拉斯克冰川之間的塔斯特戈角西北面11公里，海拔高度超過1,000米，現時由南極條約體系管理。